# Список царей Шумера и Аккада
Список царей Шумера и Аккада — это перечень правителей государств, существовавших в Южной Месопотамии. За основу взят Ниппурский царский список, дополненный из других древних источников. Древность и продолжительность правления царей значительно завышены.

## Допотопные цари
XXX в. до н. э. или ранее
Единственный источник, свидетельствующий об их существовании — Ниппурский царский список. Он утверждает, что их правление закончилось великим потопом.
| Правитель                                                     | Продолжительность правления     | Приблизительные даты | Комментарий             |
| ------------------------------------------------------------- | ------------------------------- | -------------------- | ----------------------- |
| «После того, как царство сошло с небес, царство было в Эриду» |                                 |                      |                         |
| Алулим                                                        | 8 саров (~28 800 лет)           |                      | Царствовал в Эриду      |
| Алалгар                                                       | 10 саров (~36 000 лет)          |                      | Царствовал в Эриду      |
| «Затем Эриду пал, и царство перешло в Бад-Тибиру»             |                                 |                      |                         |
| Эн-Менлуана                                                   | 12 саров (~43 200 лет)          |                      | Царствовал в Бад-Тибире |
| Эн-Менгалана                                                  | 8 саров (~28 800 лет)           |                      | Царствовал в Бад-Тибире |
| Думузи «пастух»                                               | 10 саров (~36 000 лет)          |                      | Царствовал в Бад-Тибире |
| «Затем Бад-Тибира пал, и царство перешло к Лараку»            |                                 |                      |                         |
| Эн-Сипадзидана                                                | 8 саров (~28 800 лет)           |                      | Царствовал в Лараке     |
| «Затем Ларак пал, и царство перешло к Сиппару»                |                                 |                      |                         |
| Эн-Мендурана                                                  | 5 саров и 5 неров (~21 000 лет) |                      | Царствовал в Сиппаре    |
| «Затем Сиппар пал, и царство перешло к Шуруппаку»             |                                 |                      |                         |
| Убар-Туту                                                     | 5 саров и 1 нер (~18 600 лет)   |                      | Царствовал в Шуруппаке  |
| Зиусудра                                                      | 10 саров (~36 000 лет)          |                      | Царствовал в Шуруппаке  |
| «Затем нахлынул потоп»                                        |                                 |                      |                         |

## I династияКиша
XXIX—XXVII вв. до н. э.
Имена правителей до Этаны неизвестны из других исторических источников, и их существование археологически не подтверждено. Учёные обладают наиболее достоверной информацией лишь о двух последних царях: Эн-Мебарагеси и его сыне Агге. Согласно Царскому списку, Киш стал гегемоном в Месопотамии после потопа. После того как Гильгамеш нанёс поражение Агге, главенство перешло к Уруку.
| Правитель                                                                   | Эпитет                                                    | Продолжительность правления           | Приблизительные даты      | Комментарий                                                                                            |
| --------------------------------------------------------------------------- | --------------------------------------------------------- | ------------------------------------- | ------------------------- | --- |
| «После того, как потоп прошёл и царство сошло с небес, царство было в Кише» |                                                           |                                       |                           | |
| Гушур                                                                       |                                                           | 1200 лет                              | историчность под вопросом | Имена до Этаны археологически не подтверждены                                                          |
| Куллассина-Бел                                                              |                                                           | 960 лет                               |                           | В переводе с аккадского имя означает «Владыка всех женщин» или, возможно, «Все из них были владыками». |
| Нангишлишма                                                                 |                                                           | 670 лет                               |                           | |
| Энтарахана                                                                  |                                                           | 420 лет, 3 месяца и 3 с половиной дня |                           | Почему продолжительность правления столь конкретна, неизвестно.                                        |
| Бабум                                                                       |                                                           | 300 лет                               |                           | В переводе с аккадского имя означает «врата».                                                          |
| Пуаннум                                                                     |                                                           | 840 лет                               |                           | |
| Калибум                                                                     |                                                           | 960 лет                               |                           | В переводе с аккадского имя означает «собака».                                                         |
| Калумум                                                                     |                                                           | 840 лет                               |                           | В переводе с аккадского имя означает «ягнёнок».                                                        |
| Зукакип                                                                     |                                                           | 900 лет                               |                           | В переводе с аккадского имя означает «скорпион».                                                       |
| Атаб (А-ба)                                                                 |                                                           | 600 лет                               |                           | |
| Машда                                                                       | «сын Атаба»                                               | 840 лет                               |                           | В переводе с аккадского имя означает «газель».                                                         |
| Арвиум                                                                      | «сын Машды»                                               | 720 лет                               |                           | В переводе с аккадского имя означает «самец газели».                                                   |
| Этана                                                                       | «пастух, который взошёл на небеса и объединил все страны» | 1500 лет                              | ок. XXIX века до н. э.    | Существует миф об Этане                                                                                |
| Балих                                                                       | «сын Этаны»                                               | 400 лет                               |                           | |
| Энменнуна                                                                   |                                                           | 660 лет                               |                           | |
| Мелам-Киши                                                                  | «сын Энменнуны»                                           | 900 лет                               |                           | |
| Барсальнуна                                                                 | «сын Энменнуны»                                           | 1200 лет                              |                           | В переводе с шумерского имя может означать «овца принца».                                              |
| Симуг                                                                       | «сын Барсальнуны»                                         | 140 лет                               |                           | |
| Тизкар                                                                      | «сын Симуга»                                              | 305 лет                               |                           | |
| Илькум                                                                      |                                                           | 900 лет                               |                           | |
| Ильтасадум                                                                  |                                                           | 1200 лет                              |                           | |
| Эн-Мебарагеси                                                               | «тот, что покорил землю Элама»                            | 900 лет                               | ок. 2700 год до н. э.     | Самый ранний правитель в списке, существование которого подтверждено непосредственно археологией.      |
| Агга                                                                        | «сын Эн-Мебарагеси»                                       | 625 лет                               | ок. XXVII века до н. э.   | Согласно Эпосу о Гильгамеше, современник Гильгамеша, царя первой династии Урука.                       |
| «Затем Киш был повержен (в сражении), и царство перешло к Э-Ане»            |                                                           |                                       |                           | |

## I династияУрука
XXVIII—XXVI вв. до н. э.
| Правитель                                                             | Эпитет                                                                            | Продолжительность правления | Приблизительные даты     | Комментарий                                            |
| --------------------------------------------------------------------- | --------------------------------------------------------------------------------- | --------------------------- | ------------------------ | ------------------------------------------------------ |
| Мескиаггашер из Э-Аны                                                 | «сын Уту»                                                                         | 324 года                    |                          |                                                        |
| «Мескиаггашер вошёл в море и исчез»                                   |                                                                                   |                             |                          |                                                        |
| Эн-Меркар                                                             | «сын Мескиаггашера, царя Унуга, который построил Унуг (Урук)»                     | 420 лет                     | ок. XXVIII века до н. э. |                                                        |
| Лугальбанда                                                           | «пастух»                                                                          | 1200 лет                    |                          |                                                        |
| Думузи                                                                | «рыбак, чей город был Куара» «Он был взят в плен единоличной рукой Эн-Мебарагеси» | 100 лет                     |                          |                                                        |
| Гильгамеш                                                             | «чей отец был призраком (?), владыка Кулабы»                                      | 126 лет                     | ок. XXVII века до н. э.  | Согласно Эпосу о Гильгамеше, современник Агги из Киша. |
| Урнунгаль                                                             | «сын Гильгамеша»                                                                  | 30 лет                      |                          |                                                        |
| Утулькалама                                                           | «сын Урнунгаля»                                                                   | 15 лет                      |                          |                                                        |
| Лабашум                                                               |                                                                                   | 9 лет                       |                          |                                                        |
| Эннунтарахана                                                         |                                                                                   | 8 лет                       |                          |                                                        |
| Мешхе                                                                 | «кузнец»                                                                          | 36 лет                      |                          |                                                        |
| Мелемана                                                              |                                                                                   | 6 лет                       |                          |                                                        |
| Лугалькитун                                                           |                                                                                   | 36 лет                      |                          |                                                        |
| «Затем Унуг был повержен (в сражении), и царство перешло в Урим (Ур)» |                                                                                   |                             |                          |                                                        |

Главенство переходит к Уру

## I династияУра
XXVII—XXV вв. до н. э.
| Правитель                                                        | Эпитет             | Продолжительность правления | Приблизительные даты        | Комментарий |
| ---------------------------------------------------------------- | ------------------ | --------------------------- | --------------------------- | ----------- |
| Абарги                                                           |                    |                             |                             |             |
| Мескаламдуг                                                      |                    |                             | ок. 2600 год до н. э.       |             |
| Акаламдуг                                                        |                    |                             |                             |             |
| Месанепада                                                       | «сын Мескаламдуга» | 80 лет                      | ок. XXVI века до н. э.      |             |
| Аанепада                                                         | «сын Месанепады»   |                             |                             |             |
| Гуниду                                                           |                    |                             | существование под сомнением |             |
| Мескиангнуна                                                     | «сын Месанепады»   | 36 лет                      |                             |             |
| Аннанн                                                           |                    |                             | существование под сомнением |             |
| Мескиагнанна                                                     |                    |                             | существование под сомнением |             |
| Элили                                                            |                    | 25 лет                      |                             |             |
| Балулу                                                           |                    | 36 лет                      |                             |             |
| «Затем Урим был повержен (в сражении), и царство перешло в Аван» |                    |                             |                             |             |

## I династияЛагаша
Первая династия Лагаша не упоминается в Царском списке, однако хорошо известна из других письменных памятников.
2570—2312 гг. до н. э.
| Правитель                        | Эпитет                                 | Продолжительность правления | Приблизительные даты        | Комментарий |
| -------------------------------- | -------------------------------------- | --------------------------- | --------------------------- | --- |
| Энхенгаль                        |                                        |                             | ок. XXVI века до н. э.      | |
| Лугаль-шаг-энгур (Лугаль-Суггур) |                                        |                             | ок. XXVI века до н. э.      | Верховный жрец или энси |
| Ур-Нанше (Ур-Нина)               |                                        |                             | ок. 2500 год до н. э.       | Лугаль |
| Акургаль                         |                                        |                             | ок. 2475 год до н. э.       | |
| Эанатум                          | «покоритель всех стран, владыка Гирсу» |                             | ок. 2450—2425 годы до н. э. | Внук царя Ур-Нанше. Подчинил себе весь Шумер. Завоевал Урук, Ур, разбил армии Киша, Элама и Мари.                                                                      |
| Энаннатум I                      |                                        |                             | ок. 2425—2400 годы до н. э. | Брат Эанатума, энси и первосвященник. Ур-Лумма и Иль из Уммы, а также Ку-Баба из Киша при нём добились независимости.                                                  |
| Энтемена                         |                                        |                             | ок. 2360—2340 годы до н. э. | Сын Энаннатума I, энси. Современник Лугалькингенешдуду из Урука и победитель Иля из Уммы.                                                                              |
| Энаннатум II                     |                                        |                             | ок. 2340—2334 годы до н. э. | |
| Энентарзи                        |                                        | 6 лет                       | ок. 2334—2328 годы до н. э. | Первосвященник и энси |
| Лугальанда                       |                                        | 6 или 9 лет                 | ок. 2328—2319 годы до н. э. | |
| Уруинимгина                      |                                        | 7 лет                       | ок. 2319—2312 годы до н. э. | Энси, затем лугаль. Провёл политические и социальные реформы, кодифицировал законодательство. В ходе продолжительной войны потерпел поражение от Лугальзагеси из Уммы. |

## Династия Авана
Это была династия из Элама.
| Правитель                                                           | Эпитет | Продолжительность правления | Приблизительные даты   | Комментарий |
| ------------------------------------------------------------------- | ------ | --------------------------- | ---------------------- | ----------- |
| три царя Авана                                                      |        | 356 лет                     | ок. XXVI века до н. э. |             |
| «Когда Аван был повержен (в сражении), престол был перенесён в Киш» |        |                             |                        |             |

Главенство переходит к Кишу

## II династияКиша
XXVI—XXIV вв. до н. э.
| Правитель                                                             | Эпитет         | Продолжительность правления | Приблизительные даты   | Комментарий                                                       |
| --------------------------------------------------------------------- | -------------- | --------------------------- | ---------------------- | ----------------------------------------------------------------- |
| Месилим                                                               |                |                             | ок. XXVI века до н. э. |                                                                   |
| неизвестный                                                           |                |                             |                        |                                                                   |
| Сусуда                                                                | «валяльщик»    | 201 год                     | ок. XXVI века до н. э. |                                                                   |
| Дадасиг                                                               |                | 81 год                      |                        |                                                                   |
| Мамагал                                                               | «лодочник»     | 360 лет                     |                        |                                                                   |
| Кальбум                                                               | «сын Мамагала» | 195 лет                     |                        | Находился в подчинении у правителя Акшака Зузу.                   |
| Туг-Э                                                                 |                | 360 лет                     |                        |                                                                   |
| Меннануна                                                             | «сын Туг-Э»    | 180 лет                     |                        |                                                                   |
| Энби-Астар                                                            |                | 290 лет                     |                        | Потерпел поражение от лугаля Урука Эн-Шакушана и был взят в плен. |
| Лугальму                                                              |                | 360 лет                     |                        |                                                                   |
| Ибиэра                                                                |                |                             |                        |                                                                   |
| Ухуб                                                                  |                |                             |                        |                                                                   |
| «Когда Киш был повержен (в сражении), престол был перенесён в Хамази» |                |                             |                        |                                                                   |

Главенство переходит к Хамази

## ДинастияХамази
ок. 2400 г. до н. э.
| Правитель | Эпитет        | Продолжительность правления | Приблизительные даты        | Комментарий |
| --- | ------------- | --------------------------- | --------------------------- | ----------- |
| Зизи |               |                             | ок. 2450 год до н. э.       |             |
| Хатаниш |               | 360 лет                     | ок. 2450—2430 годы до н. э. |             |
| «Когда Хамази был повержен (в сражении), престол был перенесён в Унуг (Урук)»                                                                                               |               |                             |                             |             |
| Неизвестные цари. Во время правления Амар-Суэна из Третьей династии Ура, Хамази переходит под контроль его империи и находится в ведении энси (ок. 2046—2037 годы до н. э.) |               |                             |                             |             |
| Лу-Нанна | «сын Намхани» |                             |                             |             |
| Ур-Ишкур |               |                             |                             |             |
| Провинция оккупирована и разграблена Исином, после крушения Урской гегемонии (ок. 2010 год до н. э.)                                                                        |               |                             |                             |             |

## II династияУрука
2400—2336 гг. до н. э.
| Правитель                                                                        | Эпитет      | Продолжительность правления | Приблизительные даты  | Комментарий                                                              |
| -------------------------------------------------------------------------------- | ----------- | --------------------------- | --------------------- | ------------------------------------------------------------------------ |
| Эн-Шакушана                                                                      | «сын Элили» | 60 лет                      | ок. XXV века до н. э. | Захватил город Киш и пленил тамошнего царя Энби-Астара.                  |
| Лугалькингенешдуду или Лугаль-уре                                                |             | 120 лет                     |                       | Одновременно царь Ура, современник Ухуба Кишского и Энтемены Лагашского. |
| Аргандеа                                                                         |             | 7 лет                       |                       |                                                                          |
| Лугалькисальси                                                                   |             |                             |                       |                                                                          |
| «Когда Унуг (Урук) был повержен (в сражении), престол был перенесён в Урим (Ур)» |             |                             |                       |                                                                          |

Главенство переходит к Уру

## II династияУра
| Правитель                                                                 | Эпитет      | Продолжительность правления | Приблизительные даты  | Комментарий |
| ------------------------------------------------------------------------- | ----------- | --------------------------- | --------------------- | ----------- |
| Нанни                                                                     |             | 120 лет                     | ок. XXV века до н. э. |             |
| Мескиангнуна II                                                           | «сын Нанны» | 48 лет                      |                       |             |
| неизвестный                                                               |             | 2 года                      |                       |             |
| «Когда Урим (Ур) был повержен (в сражении), престол был перенесён в Адаб» |             |                             |                       |             |

Главенство переходит к Адабу

## ДинастияАдаба
| Правитель                                                            | Эпитет                      | Продолжительность правления | Приблизительные даты  | Комментарий                                                        |
| -------------------------------------------------------------------- | --------------------------- | --------------------------- | --------------------- | ------------------------------------------------------------------ |
| Ме-ба-кс…                                                            |                             |                             |                       |                                                                    |
| Лугаль-анне-мунду                                                    | «царь четырёх сторон света» | 90 лет                      | ок. XXV века до н. э. | Завоевал всю Месопотамию от Персидского залива до Загроса и Элама. |
| Лугаль-далу                                                          |                             |                             |                       |                                                                    |
| «Когда Адаб был повержен (в сражении), престол был перенесён в Мари» |                             |                             |                       |                                                                    |

Главенство переходит к Мари

## ДинастияМари
| Правитель                                                           | Эпитет              | Продолжительность правления | Приблизительные даты  | Комментарий |
| ------------------------------------------------------------------- | ------------------- | --------------------------- | --------------------- | ----------- |
| Анбу                                                                |                     | 30 лет                      | ок. XXV века до н. э. |             |
| Анба                                                                | «сын Анбу»          | 17 лет                      |                       |             |
| Бази                                                                | «кожевник»          | 30 лет                      |                       |             |
| Зизи                                                                | «валяльщик»         | 20 лет                      |                       |             |
| Лимер                                                               | «„gudug“ священник» | 30 лет                      |                       |             |
| Шаррум-итер                                                         |                     | 9 лет                       |                       |             |
| «Когда Мари был повержен (в сражении), престол был перенесён в Киш» |                     |                             |                       |             |

Главенство переходит к Кишу

## III династияКиша
XXIV—XXIII вв. до н. э.
| Правитель                                                            | Эпитет                                        | Продолжительность правления | Приблизительные даты        | Комментарий |
| -------------------------------------------------------------------- | --------------------------------------------- | --------------------------- | --------------------------- | --- |
| Ку-Баба (Ку-Бау)                                                     | «женщина трактирщица, укрепившая основы Киша» | 100 лет                     | ок. 2400 год до н. э.       | Единственная известная женщина в Царском списке. Получила независимость от Энаннатума I Лагашского и Эн-Шакушаны Урукского. Современница Пузур-Нираха из Акшака, согласно более поздней «Хронике Эсагила». |
| Пузур-Суэн                                                           | «сын Ку-Бабы»                                 | 25 лет                      | ок. 2347—2322 годы до н. э. | |
| Ур-Забаба                                                            | «сын Пузур-Суэна»                             | 400 или 6 лет               | ок. 2322—2316 годы до н. э. | Потерпел поражение от Лугальзагеси. Согласно Царскому списку, Саргон Аккадский был его виночерпием. |
| «Когда Киш был повержен (в сражении), престол был перенесён в Акшак» |                                               |                             |                             | |

Главенство переходит к Акшаку

## ДинастияАкшака
2500—2315 гг. до н. э.
| Правитель                                                            | Эпитет       | Продолжительность правления | Приблизительные даты  | Комментарий |
| -------------------------------------------------------------------- | ------------ | --------------------------- | --------------------- | --- |
| Унзи                                                                 |              | 30 лет                      | ок. XXV века до н. э. | |
| Ундадибдид (Ундалулу)                                                |              | 6 лет                       |                       | |
| Зузу (Ур-Ур)                                                         |              | 6 лет                       |                       | Подчинил своему контролю Киш и принял титул «лугаль Киша». Вторгся на территорию Лагаша. Эанатуму Лагашскому удалось разгромить войско Зузу. |
| Пузур-Сумукан (Пузур-Нирах)                                          |              | 20 лет                      |                       | Современник царицы Киша Ку-Бабы. |
| Ишуэль                                                               |              | 24 года                     |                       | |
| Шу-Суэн                                                              | «сын Ишуэля» | 7 лет                       |                       | |
| «Когда Акшак был повержен (в сражении), престол был перенесён в Киш» |              |                             |                       | |

Главенство переходит к Кишу

## IV династияКиша
Потомки Ур-Забабы продолжали править и при аккадских царях, видимо подчиняясь им лишь номинально. «Царский список» также называет ещё пять царей, владевших Кишем вплоть до 2250 года до н. э.
| Правитель                                                                  | Эпитет         | Продолжительность правления | Приблизительные даты                              | Комментарий |
| -------------------------------------------------------------------------- | -------------- | --------------------------- | ------------------------------------------------- | ----------- |
| Зимудар                                                                    |                | 30 лет                      |                                                   |             |
| Уси-ватар                                                                  | «сын Зимудара» | 7 лет                       |                                                   |             |
| Иштар-мути                                                                 |                | 11 лет                      |                                                   |             |
| Ишме-Шамаш                                                                 |                | 11 лет                      |                                                   |             |
| (Шу-Илишу)                                                                 |                | (15 лет)                    |                                                   |             |
| Нанния                                                                     | «ювелир»       | 7 лет                       | ок. 2303—2296 годы до н. э. (короткая хронология) |             |
| «Когда Киш был повержен (в сражении), престол был перенесён в Унуг (Урук)» |                |                             |                                                   |             |

Главенство переходит к Уруку

## ДинастияУммы
| Правитель     | Эпитет                | Продолжительность правления | Приблизительные даты        | Комментарий |
| ------------- | --------------------- | --------------------------- | --------------------------- | --- |
| Энпипи        |                       |                             | XXV век до н. э.            | Упоминается на межевом камне конца Раннединастического периода. |
| Пабильгальтук |                       |                             | XXV век до н. э.            | Побеждён и казнён правителем Лагаша Ур-Нанше. |
| Уш            |                       |                             | начало XXIV века до н. э.   | Вторгся в пограничный район Лагаша Гуэдинну. Пришедший в Лагаше к власти Эанатум выступил против Уша и нанёс ему жесточайшее поражение. Уш понёс огромные по тем временам потери в 3600 воинов и, по-видимому, был убит в результате восстания, вспыхнувшего в Умме после этого поражения.                                                  |
| Энакалле      |                       |                             | XXIV век до н. э.           | После поражения Уша Энакалле признал власть Эанатума и обязался платить Лагашу дань, примерно 300 тысяч литров ячменя в год. |
| Ур-Лумма      | «сын Энакалле»        |                             | XXIV век до н. э.           | В правление Энаннатума I Лагашского Ур-Лумма отказался платить Лагашу дань и в союзе с чужеземцами (по-видимому, эламитами или жителями Хамази) вторгся на территорию Лагаша. Энси Лагаша Энметена нанёс поражение Ур-Лумме. По-видимому, был свергнут в результате восстания, вспыхнувшего в Умме после этого поражения.                   |
| Иль           | «жрец города Забалам» |                             | середина XXIV века до н. э. | Как и цари Уммы до него, враждовал с Лагашем. Причиной постоянного конфликта этих шумерских городов был вопрос о контроле над плодородной полосой Гуэдинна. Иль заключил мир с Лагашем, который был навязан обоим государствам какой-то третьей стороной, по-видимому, чужеземным союзником Уммы (возможно, эламитами или жителями Хамази). |
| Мес-э         |                       |                             | конец XXIV века до н. э.    | Возможно, энси Уммы во время правления Шумером Лугальзагеси. Упоминается совместно с Лугальзагеси в надписи Саргона Аккадского. |

## III династияУрука
| Правитель                                                                            | Эпитет                                                                                            | Продолжительность правления | Приблизительные даты (короткая хронология) | Приблизительные даты (средняя хронология)                   | Приблизительные даты (длинная хронология) | Комментарий |
| ------------------------------------------------------------------------------------ | ------------------------------------------------------------------------------------------------- | --------------------------- | ------------------------------------------ | ----------------------------------------------------------- | ----------------------------------------- | --- |
| Лугальзагеси                                                                         | «волхв (ишиб) богини Нисабы», «энси Уммы», «лугаль Урука», «лугаль Ура», «лугаль Страны (Калама)» | 25 лет                      | ок. 2296—2271 годы до н. э.                | ок. 2336—2311 годы до н. э. или ок. 2358—2334 годы до н. э. |                                           | Победив Уруинимгину Лагашского, Ур-Забабу Кишского и другие шумерские города, создал объединённое царство. Он, в свою очередь, был свергнут Саргоном Аккадским. |
| «Когда Унуг (Урук) был повержен (в сражении), престол был перенесён в Агаде (Аккад)» |                                                                                                   |                             |                                            |                                                             |                                           | |

## ДинастияАккада
2316—2137 гг. до н. э.
| Правитель                                                                            | Эпитет                                                                                            | Продолжительность правления | Приблизительные даты (короткая хронология)                  | Приблизительные даты (средняя хронология)                   | Приблизительные даты (длинная хронология) | Комментарий                                                                |
| ------------------------------------------------------------------------------------ | ------------------------------------------------------------------------------------------------- | --------------------------- | ----------------------------------------------------------- | ----------------------------------------------------------- | ----------------------------------------- | -------------------------------------------------------------------------- |
| Саргон Аккадский                                                                     | «чей отец был садовником, виночерпий Ур-Забабы, стал царём, царём Аккада, который построил Аккад» | 54, 55 или 56 лет           | ок. 2270—2215 годы до н. э. или ок. 2285—2229 годы до н. э. | ок. 2316—2261 годы до н. э. или ок. 2334—2279 годы до н. э. |                                           | Победил Лугальзагеси из Урука, захватил Шумер и основал Аккадскую империю. |
| Римуш                                                                                | «сын Саргона»                                                                                     | 7, 9 или 15 лет             | ок. 2214—2205 годы до н. э.                                 | ок. 2261—2252 годы до н. э. или ок. 2279—2270 годы до н. э. |                                           |                                                                            |
| Маништушу                                                                            | «старший брат Римуша, сын Саргона»                                                                | 7 или 15 лет                | ок. 2205—2191 годы до н. э.                                 | ок. 2252—2237 годы до н. э. или ок. 2270—2255 годы до н. э. |                                           |                                                                            |
| Нарам-Суэн                                                                           | «сын Маништушу»                                                                                   | 36 или 56 лет               | ок. 2191—2154 годы до н. э. или ок. 2202—2166 годы до н. э. | ок. 2237—2200 годы до н. э. или ок. 2255—2218 годы до н. э. |                                           |                                                                            |
| Шаркалишарри                                                                         | «сын Нарам-Суэна»                                                                                 | 24 или 25 лет               | ок. 2154—2129 годы до н. э.                                 | ок. 2200—2176 годы до н. э. или ок. 2218—2193 годы до н. э. |                                           |                                                                            |
| «Затем кто был царём? Кто не был царём?»                                             |                                                                                                   |                             |                                                             |                                                             |                                           |                                                                            |
| - Игиги - Ими - Нанум - Элулу (возможно, Элулу-Меш)                                  | «четверо из них правили всего 3 года»                                                             | 3 или 4 года                | ок. 2129—2125 годы до н. э.                                 | ок. 2176—2173 годы до н. э. или ок. 2193—2189 годы до н. э. |                                           |                                                                            |
| Дуду                                                                                 |                                                                                                   | 21 год                      | ок. 2125—2104 годы до н. э.                                 | ок. 2173—2152 годы до н. э. или ок. 2189—2168 годы до н. э. |                                           |                                                                            |
| Шу-турул                                                                             | «сын Дуду»                                                                                        | 15 или 18 лет               | ок. 2104—2083 годы до н. э.                                 | ок. 2152—2137 годы до н. э. или ок. 2168—2154 годы до н. э. |                                           | Аккад пал под натиском гутиев.                                             |
| «Когда Агаде (Аккад) был повержен (в сражении), престол был перенесён в Унуг (Урук)» |                                                                                                   |                             |                                                             |                                                             |                                           |                                                                            |

Главенство переходит к Уруку

## IV династияУрука
2150—2120 гг. до н. э.
Из «Царского списка» известно, что 4-я династия Урука состояла из пяти царей, которые правили Уруком в годы, когда на территории Междуречья и в самом городе Уруке господствовали племена гутиев. Кроме имён правителей, о них ничего неизвестно. Возможно правили только в южном Междуречье, современники Династии Аккада.
| Правитель                                                                     | Эпитет           | Продолжительность правления | Приблизительные даты                                | Комментарий |
| ----------------------------------------------------------------------------- | ---------------- | --------------------------- | --------------------------------------------------- | ----------- |
| Ур-нингин                                                                     |                  | 7 лет                       | ок. 2091?—2061? годы до н. э. (короткая хронология) |             |
| Ур-гигир                                                                      | «сын Ур-нингина» | 6 лет                       |                                                     |             |
| Куда                                                                          |                  | 6 лет                       |                                                     |             |
| Пузур-Или                                                                     |                  | 5 лет                       |                                                     |             |
| Ур-Уту (Лугальмелем)                                                          | «сын Ур-гигира»  | 25 лет                      |                                                     |             |
| «Унуг (Урук) был повержен (в сражении), престол был захвачен войсками гутиев» |                  |                             |                                                     |             |

Главенство переходит к гутиям

## Гутии
XXII в. до н. э.
Главенство переходит к Уруку

## II династияЛагаша
(одновременно с гутиями) ок. 2136—2109 гг. до н. э.
| Правитель          | Эпитет | Продолжительность правления | Приблизительные даты (короткая хронология) | Приблизительные даты (средняя хронология) | Комментарий                            |
| ------------------ | ------ | --------------------------- | ------------------------------------------ | ----------------------------------------- | -------------------------------------- |
| Кикуид             |        |                             |                                            | ок. 2260 год до н. э.                     | Современник Римуша                     |
| Энгилса            |        |                             |                                            | ок. 2250 год до н. э.                     | Современник Маништушу                  |
| Ур-А               |        |                             |                                            | ок. 2230 год до н. э.                     | Современник Нарам-Суэна                |
| Лугаль-ушумгаль    |        |                             |                                            | ок. 2200 год до н. э.                     | Современник Нарам-Суэна и Шаркалишарри |
| Пузур-Мама         |        |                             |                                            |                                           |                                        |
| Ур-Уту             |        |                             |                                            |                                           |                                        |
| Ур-Мама            |        |                             |                                            |                                           |                                        |
| Лу-Баба            |        |                             |                                            |                                           |                                        |
| Лу-Гула            |        |                             |                                            |                                           |                                        |
| Какуг или Каку     |        |                             |                                            |                                           |                                        |
| Ур-Баба или Ур-Бау |        |                             | ок. 2093—2080 годы до н. э.                | ок. 2157—2144 годы до н. э.               |                                        |
| Гудеа              |        |                             | ок. 2080—2060 годы до н. э.                | ок. 2144—2124 годы до н. э.               | Зять Ур-Бабы                           |
| Ур-Нин-Нгирсу      |        |                             | ок. 2060—2055 годы до н. э.                | ок. 2124—2119 годы до н. э.               | Сын Гудеа                              |
| Пиригме или Угме   |        |                             | ок. 2055—2053 годы до н. э.                | ок. 2119—2117 годы до н. э.               | Внук Гудеа                             |
| Урнгар             |        |                             | ок. 2053—2049 годы до н. э.                | ок. 2117—2113 годы до н. э.               | Зять Какуга                            |
| Наммахани          |        |                             | ок. 2049—2046 годы до н. э.                | ок. 2113—2110 годы до н. э.               | Внук Какуга, побеждён Ур-Намму         |
| Ур-Аба             |        |                             |                                            |                                           |                                        |
| Ур-Нинсун          |        |                             |                                            |                                           |                                        |
| Ур-Нинкимара       |        |                             |                                            |                                           |                                        |
| Лу-Кирилаза        |        |                             |                                            |                                           |                                        |
| Ир-Нанна           |        |                             |                                            |                                           |                                        |
| Лукани             |        |                             |                                            |                                           |                                        |
| Ур-Лама            |        |                             |                                            |                                           |                                        |

## V династияУрука
| Правитель                                                           | Эпитет                      | Продолжительность правления        | Приблизительные даты (короткая хронология)                  | Приблизительные даты (средняя хронология) | Приблизительные даты (длинная хронология) | Комментарий |
| ------------------------------------------------------------------- | --------------------------- | ---------------------------------- | ----------------------------------------------------------- | ----------------------------------------- | ----------------------------------------- | --- |
| Утухенгаль                                                          | «царь четырёх сторон света» | 427 лет / 26 лет / 7,5 лет / 7 лет | ок. 2112—2104 годы до н. э. или ок. 2116—2109 годы до н. э. | ок. 2119—2112 годы до н. э.               | ок. 2130—2114 годы до н. э.               | Воспользовавшись сменой гутийских правителей, Утухенгаль поднял всеобщее восстание, победил гутийского царя Тирикана и стал царём Шумера и Аккада. |
| «Когда Унуг (Урук) был повержен, престол был перенесён в Урим (Ур)» |                             |                                    |                                                             |                                           |                                           | |

## III династия Ура
| Правитель                    | Эпитет | Продолжительность правления | Приблизительные даты (короткая хронология) | Приблизительные даты (средняя хронология) | Приблизительные даты (длинная хронология) | Комментарий |
| ---------------------------- | ------ | --------------------------- | ------------------------------------------ | ----------------------------------------- | ----------------------------------------- | --- |
| Ур-Намму                     |        | 18 лет                      |                                            | ок. 2112—2094 годы до н. э.               |                                           | Вероятно, зять Утухенгаля |
| Шульги                       |        | 48 лет                      |                                            | ок. 2094—2046 годы до н. э.               |                                           | Сын Ур-Намму. Вёл довольно успешные завоевательные войны. К 28-му году своего правления завоевал практически весь Элам. Обожествлён при жизни под именем Шульги-Син. |
| Амар-Суэн или Бур-Син I      |        | 9 лет                       |                                            | ок. 2046—2037 годы до н. э.               |                                           | Сын Шульги |
| Шу-Суэн                      |        | 9 лет                       |                                            | ок. 2037—2028 годы до н. э.               |                                           | Сын Амар-Суэна или его младший брат |
| Ибби-Суэн                    |        | 24 года                     |                                            | ок. 2028—2004 годы до н. э.               |                                           | Сын Шу-Суэна. В его правление стали отпадать провинции, завоёванные ранее его предшественниками. На шестом году правления в стране случился голод. Возвышение Исина. Ур разгромлен эламским царём Хутран-темпти. Ибби-Суэн в цепях уведён в Аншан. О его дальнейшей судьбе ничего неизвестно. |
| Главенство переходит к Исину |        |                             |                                            |                                           |                                           | |

## I династияИсина
ок. 2018—1794 гг. до н. э.
| Правитель     | Эпитет | Продолжительность правления | Приблизительные даты    | Комментарий |
| ------------- | ------ | --------------------------- | ----------------------- | ----------- |
| Ишби-Эрра     |        | 33 года                     | 2018—1985 годы до н. э. |             |
| Шуилишу       |        | 10 лет                      | 1985—1975 годы до н. э. |             |
| Иддин-Даган   |        | 21 год                      | 1975—1954 годы до н. э. |             |
| Ишме-Даган    |        | 19 лет                      | 1954—1935 годы до н. э. |             |
| Липит-Иштар   |        | 11 лет                      | 1935—1924 годы до н. э. |             |
| Ур-Нинурта    |        | 28 лет                      | 1924—1896 годы до н. э. |             |
| Бур-Син II    |        | 22 года                     | 1896—1874 годы до н. э. |             |
| Липит-Эллиль  |        | 5 лет                       | 1874—1869 годы до н. э. |             |
| Эрра-имитти   |        | 8 лет                       | 1869—1861 годы до н. э. |             |
| Эллиль-бани   |        | 24 года                     | 1861—1837 годы до н. э. |             |
| Замбия        |        | 3 года                      | 1837—1834 годы до н. э. |             |
| Итер-пиша     |        | 3 года                      | 1834—1831 годы до н. э. |             |
| Урдулькуга    |        | 3 года                      | 1831—1828 годы до н. э. |             |
| Син-магир     |        | 11 лет                      | 1828—1817 годы до н. э. |             |
| Дамик-илишу I |        | 23 года                     | 1817—1794 годы до н. э. |             |

## ДинастияЛарсы
ок. 2025—1763 гг. до н. э.
| Правитель   | Эпитет | Продолжительность правления | Приблизительные даты    | Комментарий                                                                            |
| ----------- | ------ | --------------------------- | ----------------------- | -------------------------------------------------------------------------------------- |
| Напланум    |        | 20 лет                      | 2025—2005 годы до н. э. |                                                                                        |
| Эмициум     |        | 28 лет                      | 2005—1977 годы до н. э. |                                                                                        |
| Самиум      |        | 35 лет                      | 1977—1942 годы до н. э. |                                                                                        |
| Забайя      |        | 9 лет                       | 1942—1933 годы до н. э. |                                                                                        |
| Гунгунум    |        | 27 лет                      | 1933—1906 годы до н. э. |                                                                                        |
| Абисарихи   |        | 11 лет                      | 1906—1895 годы до н. э. |                                                                                        |
| Суму-Эль    |        | 29 лет                      | 1895—1866 годы до н. э. |                                                                                        |
| Нур-Адад    |        | 16 лет                      | 1866—1850 годы до н. э. |                                                                                        |
| Син-иддинам |        | 7 лет                       | 1850—1843 годы до н. э. |                                                                                        |
| Син-эрибам  |        | 2 года                      | 1843—1841 годы до н. э. |                                                                                        |
| Син-икишам  |        | 5 лет                       | 1841—1836 годы до н. э. |                                                                                        |
| Цилли-Адад  |        | 1 год                       | 1836—1835 годы до н. э. |                                                                                        |
| Варад-Син   |        | 12 лет                      | 1835—1823 годы до н. э. | Сын аморейского вождя Кудурмабуга, который в 1834 году до н. э. разгромил Цилли-Адада. |
| Рим-Син     |        | 60 лет                      | 1823—1763 годы до н. э. |                                                                                        |

Рим-Син II 13 лет 1741 — 1737 гг. до н. э. Сын Варад-Сина. Возглавил восстание Юга Месопотамии против вавилонян на 9-м году правления Самсу-илуны

## VI (аморейская) династияУрука
середина. XIX века до н. э. — начало XVIII века до н. э.
Алила-хадум середина XIX века до н. э.
Син-кашид 1865 — 1833 до н. э. Вождь амореев амнанум, захватил у царя Ларсы Нур-Адада город Урук.
Син-эрибам середина XIX века до н. э.
Син-гамил вторая половина XIX века до н. э.
Илум-гамил вторая половина XIX века до н. э.
Дингир-ам вторая половина XIX века до н. э.
Ираданене … — 1808 до н. э. Пленён царём Ларсы Рим-Сином I.
Рим-анум 1808 — 1802 до н. э. Захватил власть в Уруке. Побеждён царём Ларсы Рим-Сином I.
Наби-илишу около начала XVIII века до н. э.

## ЦариЭшнунны
ок. 2025—1727 гг. до н. э.
| Правитель       | Эпитет | Продолжительность правления | Приблизительные даты              | Комментарий                                                                                     |
| --------------- | ------ | --------------------------- | --------------------------------- | ----------------------------------------------------------------------------------------------- |
| Итуриа          |        |                             | ок. 2025 год до н. э.             | Наместник царя III династии Ура Шу-Суэна.                                                       |
| Ильшуилия       |        | 6 лет                       | ок. 2015 год до н. э.             | Сын Итуриа. В 2025 году до н. э. добился независимости от царя III династии Ура Ибби-Суэна.     |
| Нур-ахум        |        | 8 лет                       |                                   | Современник царя Исина Ишби-Эрры. Опираясь на союз с Исином, заложил основы могущества Эшнунны. |
| Кирикири        |        | 9 лет                       |                                   | Продолжил укрепление политического могущества Эшнунны.                                          |
| Билалама        |        | 14 лет                      |                                   | Сын Кирикири. В годы его правления были составлены Законы Билаламы.                             |
| Ишар-рамашу     |        | 7 лет                       |                                   | Построил храм Ишкура (Адада)                                                                    |
| Уцуравассу      |        |                             | ок. 1940 год до н. э.             | Был наместником царя Дера Ануммуттаббилем, который захватил этот город у царя Исина Шуилишу.    |
| Азузум          |        |                             |                                   |                                                                                                 |
| Ур-Нинмарки     |        |                             |                                   | Возможно, сын Азузума                                                                           |
| Ур-Нингишзида   |        |                             |                                   | Возможно, сын Азузума, брат Ур-Нинмарки                                                         |
| Ипик-Адад I     |        |                             |                                   |                                                                                                 |
| Шикланум        |        |                             |                                   |                                                                                                 |
| Абди-Эрах       |        |                             | ок. 1895 год до н. э.             |                                                                                                 |
| Шаррия          |        |                             |                                   |                                                                                                 |
| Белакум         |        |                             |                                   |                                                                                                 |
| Варасса         |        |                             |                                   |                                                                                                 |
| Ибаль-пи-Эль I  |        |                             |                                   |                                                                                                 |
| Ипик-Адад II    |        |                             | ок. 1860 год до н. э.             |                                                                                                 |
| Нарам-Син       |        |                             | 1822—1812 годы до н. э.           |                                                                                                 |
| Ибни-Эрра       |        |                             |                                   |                                                                                                 |
| Икиш-Тишпак     |        |                             |                                   |                                                                                                 |
| Даннум-тахаз    |        |                             |                                   |                                                                                                 |
| Дадуша          |        | 9 лет                       | 1788—1779/1812—1784 годы до н. э. | Сын Ипик-Адада II и брат Нарам-Сина. Предпринял поход против города Манкисум.                   |
| Ибаль-пи-Эль II |        | 14 лет                      | 1779—1765/1784—1762 годы до н. э. |                                                                                                 |
| Цилли-Син       |        | 2 года                      | 1764—1762/1762—… годы до н. э.    |                                                                                                 |
| Икиш-Тишпак     |        |                             | ок. 1735 год до н. э.             | В зависимости от Вавилона                                                                       |
| Анни            |        |                             | …—1727 годы до н. э.              | В зависимости от Вавилона                                                                       |